# Epiparactis dubia
Epiparactis dubia är en havsanemonart som beskrevs av Oskar Henrik Carlgren 1921. Epiparactis dubia ingår i släktet Epiparactis och familjen Actinostolidae. Inga underarter finns listade i Catalogue of Life.